# منطقة لاندسهوت
مِنْطَقَة لَانْدسَهُوُت (بالأَلمانِيَّة: Landkreis Landshut) هي دائِرَة أَلمانِيَّة تَّابعة لمُحافظة باڤارِيا السُّفلَى في وِلاَية باڤارِيا في جُمهُوريَّة أَلمَانيَا الاِتّحاديّة. تضُمّ مِنطقَة لَانْدسَهُوُت مدِينتين، وسبعة أَسواق، وسِتَّة وعِشرِين بَلدَة بمِساحة تُقَدَّر بحَوالَي 1066 كم².

## صُور

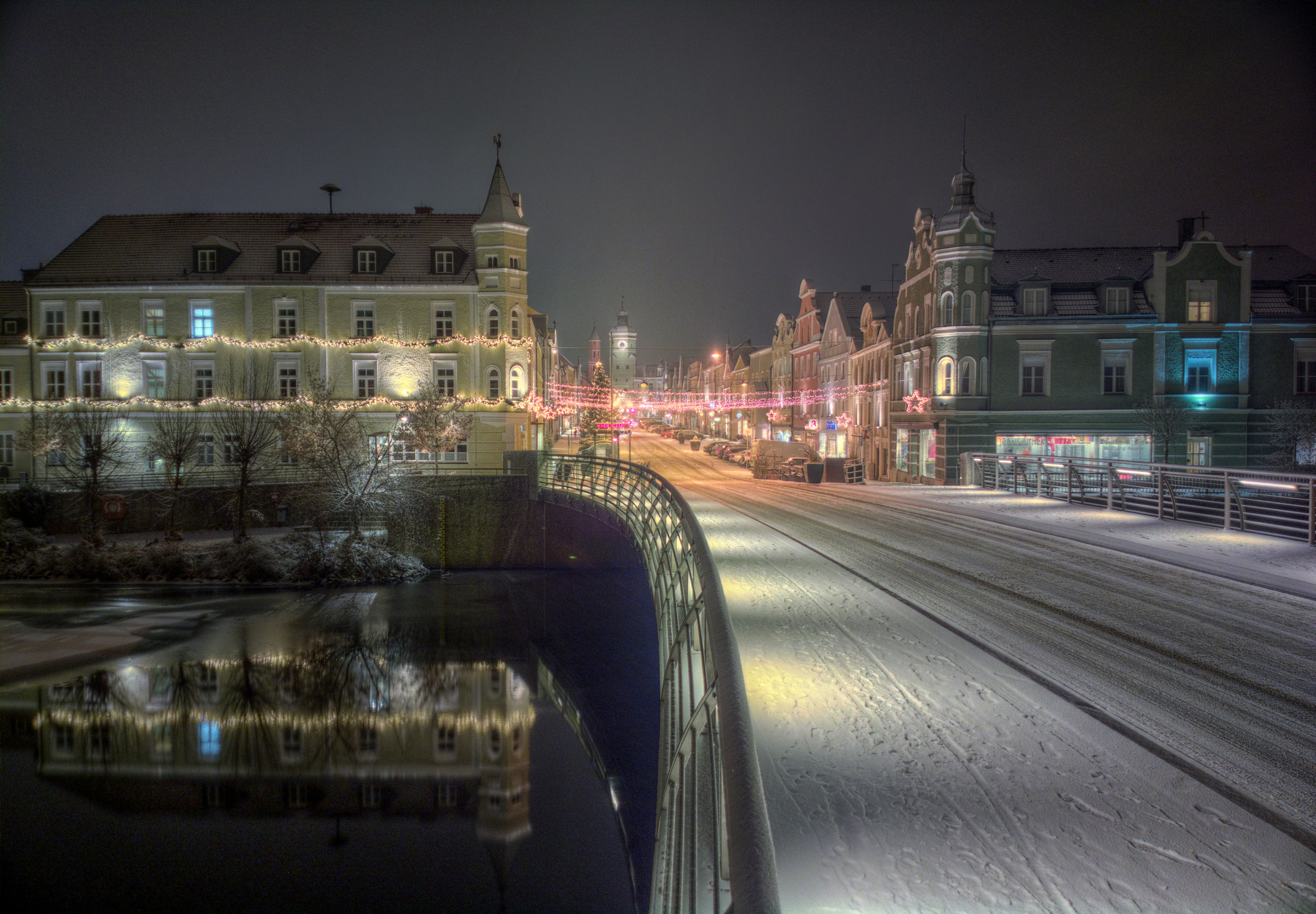
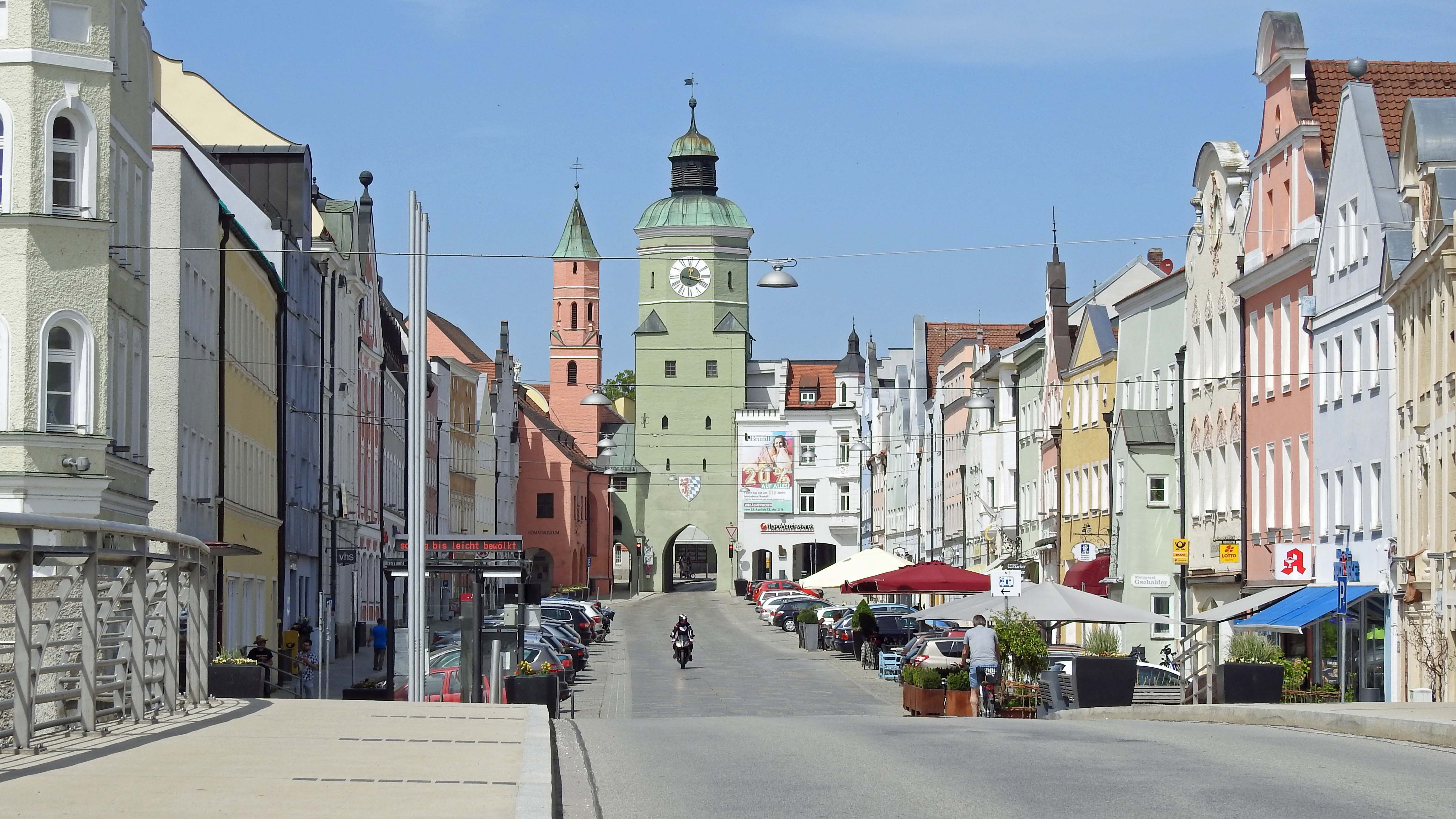
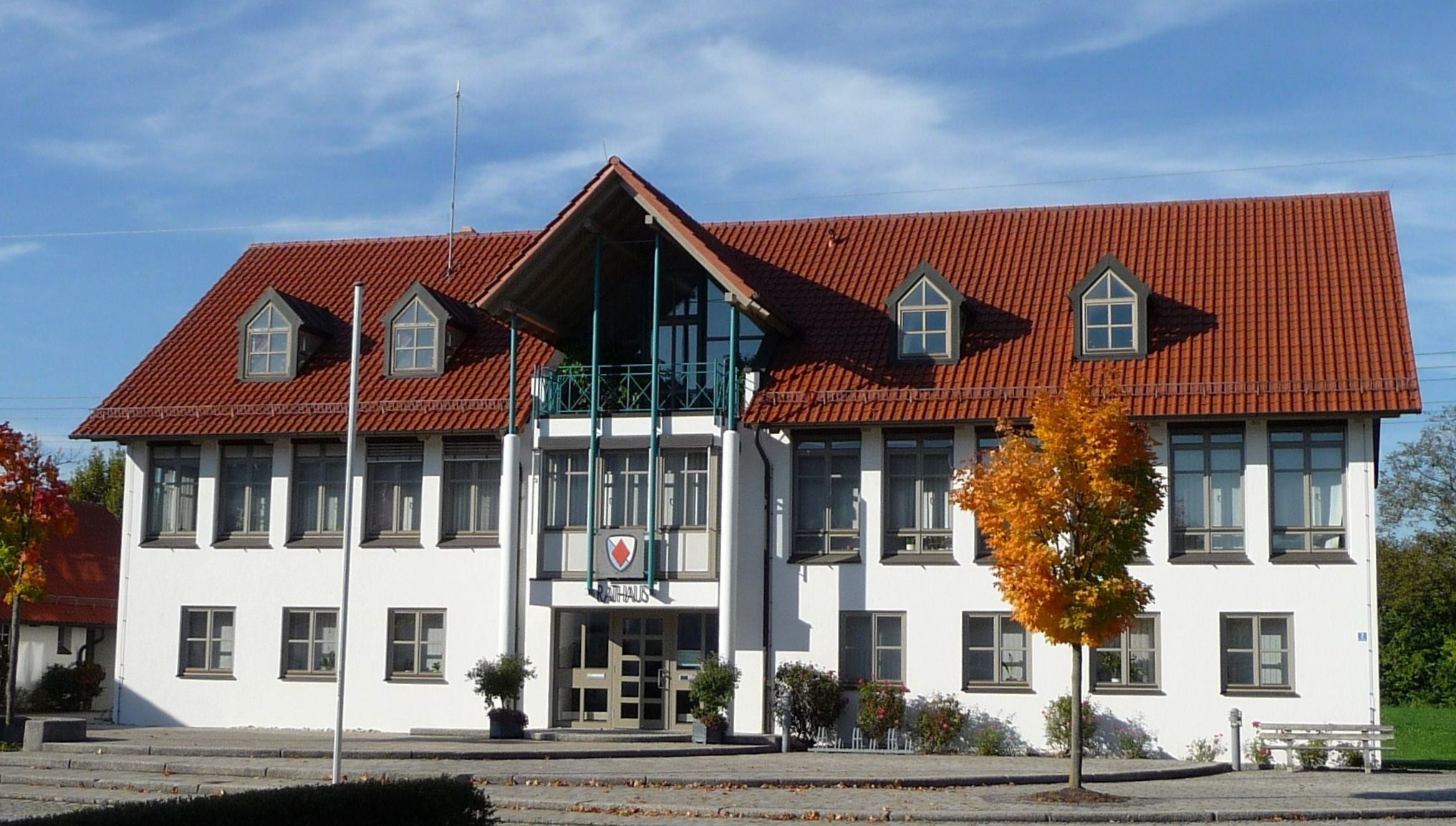
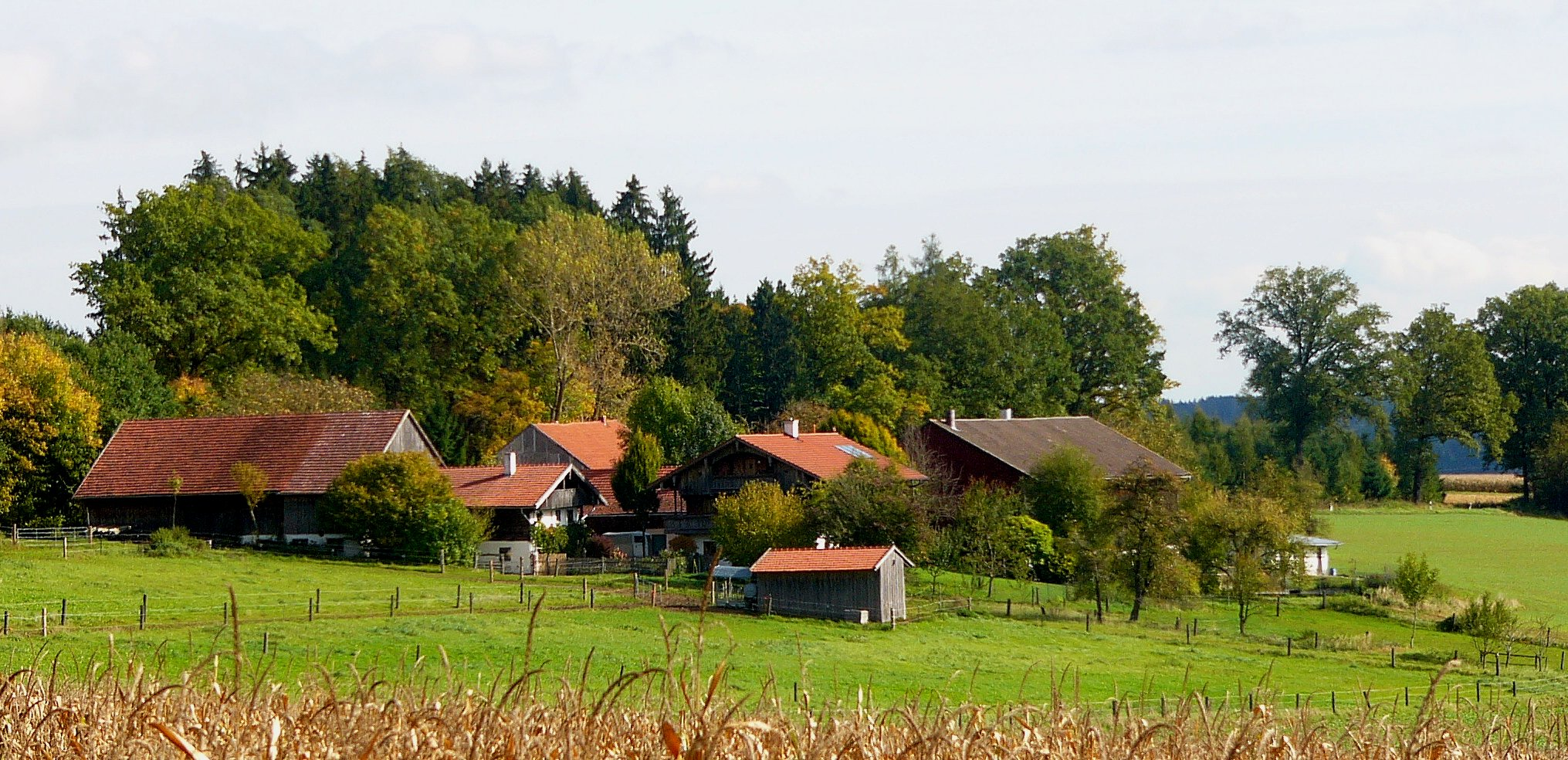

## التّقسِيمات الإِدارِيّة
تضُمّ مِنطقَة لَانْدسَهُوُت مدِينتين، وسبعة أَسواق، وسِتَّة وعِشرِين بَلدَة بمِساحة تُقَدَّر بحَوالَي 1066 كم². وهي كالتَّالي:

### المُدن
| اِسم المدِينة                  | ٱلِٱسم بالأَلمانِيَّة               | عَدد السُكَّان | المِساحَة (كم²) |
| ---------------------------- | ------------------------------ | ---------- | ------------- |
| مدِينة غُوتّينبُورَغٌ آن دِير لَابِير | Stadt Rottenburg an der Laaber | 7٬924      | 90            |
| مدِينة ڤِيلِسبيبُورَغٌ             | Stadt Vilsbiburg               | 11٬711     | 68            |

### الأَسوَاق
| اِسم السُّوق      | ٱلِٱسم بالأَلمانِيَّة             | عَدد السُكَّان | المِساحَة (كم²) |
| -------------- | ---------------------------- | ---------- | ------------- |
| سُوق آَلتدُورف    | (Markt Altdorf (Niederbayern | 11٬197     | 23            |
| سُوق إِرغُولِدِينغٌ  | Markt Ergolding              | 12٬232     | 37            |
| سُوق إِرغُولِدِسبَآَخْ | Markt Ergoldsbach            | 7٬768      | 57            |
| سُوق إِسِينبَآَخْ    | Markt Essenbach              | 11٬899     | 84            |
| سُوق جَآيْسِنهَآُوزِن | Markt Geisenhausen           | 6٬938      | 62            |
| سُوق بِفيفنٌّهَآُوزِن | Markt Pfeffenhausen          | 4٬950      | 72            |
| سُوق ڤِيلِدِنّ      | (Markt Velden (Vils          | 6٬548      | 49            |

### البلدَات
| اِسم البلدَة                  | ٱلِٱسم بالأَلمانِيَّة                   | عَدد السُكَّان | المِساحَة (كم²) |
| --------------------------- | ---------------------------------- | ---------- | ------------- |
| بَلْدَة أَدلِكُوفِنِّ                | Gemeinde Adlkofen                  | 4٬134      | 47            |
| بَلْدَة أَهَامِّ                   | Gemeinde Aham                      | 1٬928      | 38            |
| بَلْدَة آلتفرَاُونهُوفِنِّ           | Gemeinde Altfraunhofen             | 2٬383      | 24            |
| بَلْدَة بايئربَآَخْ               | Gemeinde Baierbach                 | 806        | 17            |
| بَلْدَة بايِربَآَخْ بَآي إِرغُولِدِسبَآَخْ | Gemeinde Bayerbach bei Ergoldsbach | 1٬831      | 25            |
| بَلْدَة بُودِنكيِرشِن              | Gemeinde Bodenkirchen              | 5٬293      | 62            |
| بَلْدَة برُوكبِيرغٌ               | (Gemeinde Bruckberg (Niederbayern  | 5٬398      | 51            |
| بَلْدَة بُوخْ أَم إِيرلبَآَخْ         | Gemeinde Buch am Erlbach           | 3٬807      | 27            |
| بَلْدَة إِشِينغٌ                  | (Gemeinde Eching (Niederbayern     | 4٬034      | 30            |
| بَلْدَة فُورَّت                   | (Gemeinde Furth (Niederbayern      | 3٬494      | 21            |
| بَلْدَة جِيرزِن                  | Gemeinde Gerzen                    | 1٬847      | 17            |
| بَلْدَة هُوهنتآن                | Gemeinde Hohenthann                | 4٬094      | 68            |
| بَلْدَة كرُونينغٌ                | Gemeinde Kröning                   | 2٬028      | 39            |
| بَلْدَة كُومهَاوزِن               | Gemeinde Kumhausen                 | 5٬351      | 37            |
| بَلْدَة نُويِفاهرِن               | (Gemeinde Neufahrn (Niederbayern   | 4٬036      | 39            |
| بَلْدَة نُويِفراونهُوفِن           | Gemeinde Neufraunhofen             | 1٬075      | 18            |
| بَلْدَة نيديرايشبَآَخْ            | Gemeinde Niederaichbach            | 3٬989      | 34            |
| بَلْدَة أُوبِرسُوسبَآَخْ             | Gemeinde Obersüßbach               | 1٬752      | 23            |
| بَلْدَة بُوستآو                 | Gemeinde Postau                    | 1٬641      | 34            |
| بَلْدَة شَآلِكهَامِّ                | Gemeinde Schalkham                 | 878        | 23            |
| بَلْدَة تِيفِينبَآَخْ               | Gemeinde Tiefenbach                | 3٬827      | 25            |
| بَلْدَة ڤِيلِسِهَآيْمِّ               | Gemeinde Vilsheim                  | 2٬513      | 21            |
| بَلْدَة ڤَآيْهِمِيشل               | Gemeinde Weihmichl                 | 2٬494      | 32            |
| بَلْدَة ڤِينغٌ                   | Gemeinde Weng                      | 1٬441      | 16            |
| بَلْدَة ڤُورَّت آن دِير إِزار       | Gemeinde Wörth an der Isar         | 2٬851      | 5             |
| بَلْدَة ڤُورَّمسهَامِّ               | Gemeinde Wurmsham                  | 1٬350      | 28            |

## وصلات خارجية
- الصّفحة الرّسميّة لِمِنطَقَة لَانْدسَهُوُت (بالألمانية)